# Трегё (кантон)
Трегё (фр. Trégueux) — кантон во Франции, находится в регионе Бретань, департамент Кот-д’Армор. Входит в состав округа Сен-Бриё.

## История
Кантон образован в результате реформы 2015 года. В его состав вошли коммуны упраздненного кантона Лангё.

## Состав кантона с 22 марта 2015 года
В состав кантона входят коммуны (население по данным Национального института статистики за 2019 г.):
- Ильон (4 183 чел.)
- Иффиньяк (4 990 чел.)
- Лангё (7 801 чел.)
- Трегё (8 459 чел.)

## Политика
На президентских выборах 2022 г. жители кантона отдали в 1-м туре Эмманюэлю Макрону 34,9 % голосов против 20,1 % у Марин Ле Пен и 19,5 % у Жана-Люка Меланшона; во 2-м туре в кантоне победил Макрон, получивший 67,9 % голосов. (2017 год. 1 тур: Эмманюэль Макрон – 32,7 %, Жан-Люк Меланшон – 18,8 %, Франсуа Фийон – 16,8 %, Марин Ле Пен – 15,2 %; 2 тур: Макрон – 77,1 %. 2012 год. 1 тур: Франсуа Олланд — 34,8 %, Николя Саркози — 22,9 %, Марин Ле Пен — 13,1 %; 2 тур: Олланд — 60,1 %).
С 2021 года кантон в Совете департамента Кот-д’Армор представляют мэр коммуны Иффиньяк Дени Амайон (Denis Hamayon) и член совета города Трегё Кристин Метуа-Ле Бра (Christine Métois-Le Bras) (оба ― Социалистическая партия).
|                | Кандидаты                          | Партия                   | Первый тур | Первый тур     | Второй тур | Второй тур |
| Кол-во голосов | Кандидаты                          | Партия                   | % голосов  | Кол-во голосов | % голосов  |            |
| -------------- | ---------------------------------- | ------------------------ | ---------- | -------------- | ---------- | ---------- |
|                | Дени Амайон Кристин Метуа-Ле Бра   | Социалистическая партия  | 3 280      | 48.48          | 3 737      | 53,23      |
|                | Сильви Гиньяр Микаэль Коссон       | Разные центристы         | 2 642      | 39,05          | 3 284      | 46,77      |
|                | Элизабет Ле Буланже Кристоф Льврар | Национальное объединение | 843        | 12,46          |            |            |

|                | Кандидаты                      | Партия                  | Первый тур | Первый тур     | Второй тур | Второй тур |
| Кол-во голосов | Кандидаты                      | Партия                  | % голосов  | Кол-во голосов | % голосов  |            |
| -------------- | ------------------------------ | ----------------------- | ---------- | -------------- | ---------- | ---------- |
|                | Сильви Гиньяр Фернан Робер     | Правый блок             | 3 115      | 34,11          | 4 635      | 51,17      |
|                | Кристин Гакель Бертран Ле Бо   | Социалистическая партия | 2 976      | 32,59          | 4 423      | 48,83      |
|                | Раймонда Серсур Брюно Фессар   | Национальный фронт      | 1 674      | 18,33          |            |            |
|                | Катрин Симье Жан-Франсуа Филип | Левый фронт             | 1 368      | 14,98          |            |            |